# Николаевский сельсовет (Буда-Кошелёвский район)
Николаевский сельсовет (бел. Мікалаеўскi сельсавет; до 1973 г. — Приборский) — административная единица на территории Буда-Кошелёвского района Гомельской области Белоруссии. Административный центр — агрогородок Николаевка.

## История
Образован 20 августа 1924 года как Приборский сельсовет в составе Городецкого района Бобруйского округа БССР. Центр - деревня Прибор. С 4 августа 1927 года в составе Рогачевского района. После упразднения окружной системы 26 июля 1930 года в Рогачёвском районе БССР. С 5 апреля 1936 года в составе Буда-Кошелёвского района, с 20 февраля 1938 года — Гомельской области. В 1939 году центр сельсовета перенесён в деревню Церковье. 30 июля 1964 года деревня Церковье получила название Совхозная. 28 июня 1973 года центр сельсовета перенесён в деревню Николаевка, сельсовет переименован в Николаевский. 20 июля 2010 года деревне Совхозная возвращено прежнее название — Церковье.
В состав Николаевского сельсовета входили: до 1928 года посёлок Азетовка, до 1929 года посёлок Сборный, до 1930 года посёлок Михеев, до 1969 года посёлок Зелёный Кряж, деревня Анастасевка (не существуют).

## Состав
Николаевский сельсовет включает 11 населённых пунктов:
- Варварино — деревня
- Владимировка — деревня
- Выдрица — деревня
- Головачи — деревня
- Зорька — деревня
- Любань — деревня
- Надеждино — деревня
- Николаевка — агрогородок
- Прибор — деревня
- Церковье — деревня
- Фундаминка — деревня